# Isanthrene meridae
Isanthrene meridae är en fjärilsart som beskrevs av Embrik Strand 1920. Isanthrene meridae ingår i släktet Isanthrene och familjen björnspinnare. Inga underarter finns listade i Catalogue of Life.